# Distretto di Cagaančuluut
Il distretto di Cagaančuluut è uno dei ventiquattro distretti (sum) in cui è suddivisa la provincia del Zavhan, in Mongolia. Conta una popolazione di 1.823 abitanti (censimento 2005). 